# حارة وحدة الكفاح (أحور)

تعديل مصدري - تعديل

وحدة الكفاح هي إحدى حارات حي مايو بمدينة أحور التابعة لمحافظة أبين، بلغ تعداد سكانها 426 نسمة حسب تعداد اليمن لعام 2004.